# Arnhim Eustace
Arnhim Eustace (ur. 1944) – polityk i ekonomista, premier Saint Vincent i Grenadyn od 27 października 2000 do 29 marca 2001. Przewodniczący Nowej Partii Demokratycznej od 2000 i lider opozycji od 2001.

## Życiorys
Arnhim Eustace jest absolwentem studiów ekonomicznych. W swojej karierze zawodowej zajmował wiele stanowisk na różnych szczeblach. Był dyrektorem Karaibskiego Banku Rozwoju (Caribbean Developement Bank), dyrektorem Narodowego Programu Ubezpieczeń Saint Vincent i Grenadyn oraz szefem wydziału finansów i planowania w Ministerstwie Finansów. W 1998 nie przyjął, oferowanego mu, stanowiska zastępcy sekretarza generalnego Wspólnoty Narodów.
Arnhim Eustace wchodził w skład rządu premiera Jamesa Fitz-Allen Mitchella. Po jego dobrowolnej rezygnacji ze stanowiska, wycofaniu się z życia politycznego i przejściu na emeryturę, Eustace zajął 27 października 2000 stanowisko szefa rządu oraz został przewodniczącym Nowej Partii Demokratycznej (New Democratic Party). Jego partia poniosła jednak klęskę w wyborach parlamentarnych 28 marca 2001 i Arnhim Eustace następnego dnia został zastąpiony na stanowisku premiera przez Ralpha Gonslavesa z Partii Pracy.
Od 2001 Arnhim Eustace pozostaje liderem opozycji. W wyborach parlamentarnych 7 grudnia 2005 Nowa Partia Demokratyczna zdobyła tylko 3 mandaty w 15-osobowym parlamencie.